# دیوار بزرگ سی‌اف‌ای۲

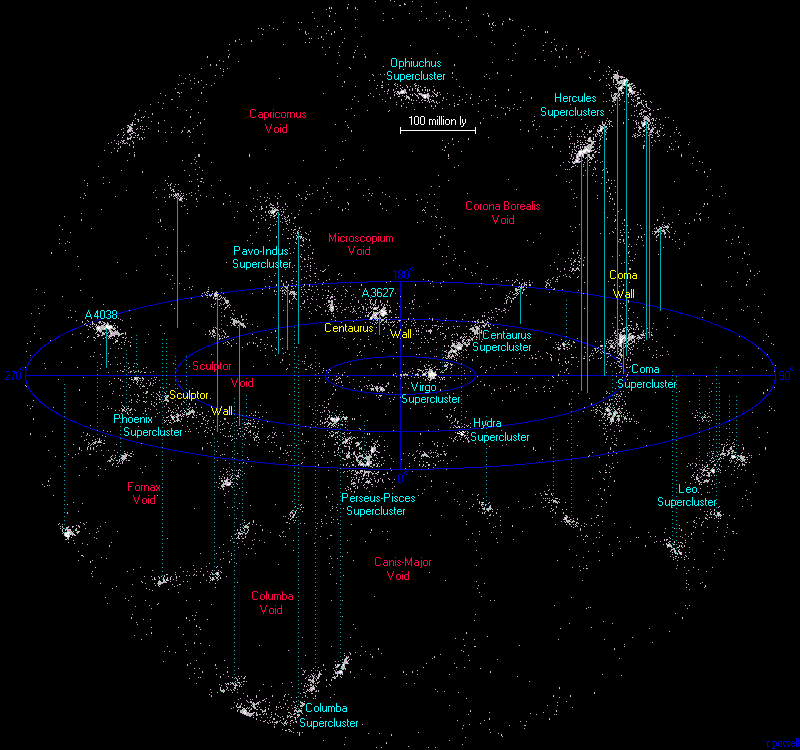
در سمت راست این تصویر از جهان در حوزه محلی نزدیک به ما، دیوار بزرگ خوشه‌های هرکول، کما و لئو را دربرگرفته‌است.

دیوار بزرگ سی‌اف‌ای۲ (به انگلیسی: CfA2 Great Wall) که به اختصار دیوار بزرگ خوانده می‌شود یکی از بزرگترین ساختارهای موجود در گیتی است. این ساختار رشته‌ای از کهکشانها است که در فاصله ۲۰۰ میلیون سال نوری از ما قرار دارد. طول آن ۵۰۰ میلیون سال نوری و عرض آن ۳۰۰ میلیون سال نوری است و ضخامتی به اندازه ۱۶ میلیون سال نوری دارد. این ساختار ابرخوشه هرکول، ابرخوشه کُما و خوشه لئو را دربرمی‌گیرد.
دیوار بزرگ در سال ۱۹۸۹ و توسط مارگارت گلر و جان هوکراه بر پایه داده‌های نقشه‌برداری انتقال به سرخ سی‌اف‌ای، کشف شد.
در مدل استاندارد تکامل جهان، ساختارهایی مانند دیوار بزرگ در امتداد و به دنبال رشته‌های وب‌مانندی از ماده تاریک شکل می‌گیرند.
گمان می‌رود که این ماده تاریک ساختار جهان در بزرگترین مقیاس‌ها را دیکته می‌کند. ماده تاریک بر اثر گرانش ماده باریونی (ماده معمولی) را جذب می‌کند.